# 한국여자프로농구 1999 겨울리그
한빛은행배 한국여자프로농구 1999 겨울리그는 한국여자프로농구의 두 번째 시즌이다. 1999년 2월 23일부터 3월 8일까지 서울과 여수에서 진행되었다. 한국여자프로농구 5개 팀 외에 중국 실업팀인 북경수강이 초청팀으로 참가하였으나 5전 5패를 기록하였다.

## 변경된 점
- 중국 실업팀 1개팀을 포함한 6개팀이 서울 장충체육관과 여수 흥국체육관에서 1라운드의 리그전을 벌여 1,2위팀을 가리고 이들 2개 팀이 장충체육관에서 3차례의 경기를 벌여 챔피언을 가린다.[2]
- 경기방법은 10분 4쿼터제, 공격제한 시간 24초, 대인방어 및 지역방어 혼용(3쿼터에만 지역방어 허용) 등 지난 여름리그와 비슷하지만 번외경기로 열렸던 외국팀과의 경기가 이번 리그에는 정식경기로 인정된다.[2]

## 정규리그
정규리그는 1999년 2월 23일 개막하였으며, 1999년 3월 3일까지 진행되었다.
| 순위 | 팀                   | 경기 | 승 | 패 | 승차 | 참가 자격 및 강등  |
| ---- | -------------------- | ---- | -- | -- | ---- | ------------------ |
| 1    | 춘천 한빛은행 한새   | 5    | 4  | 1  | —    | 챔피언 결정전 진출 |
| 2    | 신세계 쿨캣          | 5    | 4  | 1  | —    | 챔피언 결정전 진출 |
| 3    | 국민은행 빅맨        | 5    | 3  | 2  | 1    |                    |
| 4    | 삼성생명 페라이온    | 5    | 3  | 2  | 1    |                    |
| 5    | 청주 현대 하이페리온 | 5    | 1  | 4  | 3    |                    |
| 6    | 북경수강             | 5    | 0  | 5  | 4    |                    |

1. 1 2  한빛은행 한새가 맞대결 승리
2. 1 2  국민은행이 맞대결 승리

## 챔피언 결정전
챔피언 결정전은 1999년 3월 5일에서 1999년 3월 8일에 걸쳐 진행되었다.
| 1999년 3월 5일 14:00 |

|  |

| 한빛은행 한새 60, 신세계 쿨캣 62                  |  |  |  |                                                    |
| 쿼터 별 점수: 19-15, 8-16, 15-13, 18-18           |  |  |  |                                                    |
| 득점: 양정옥 20 리바운드: 조혜진 6 도움: 양희연 3 |  |  |  | 득점: 정선민 26 리바운드: 정선민 17 도움: 장선형 3 |
| 신세계 우위, 1-0                                  |  |  |  |                                                    |

| 1999년 3월 8일 14:00 |

|  |

| 신세계 쿨캣 67, 한빛은행 한새 62                   |  |  |  |                                                                           |
| 쿼터 별 점수: 12-15, 29-13, 10-13, 16-21           |  |  |  |                                                                           |
| 득점: 정선민 27 리바운드: 정선민 14 도움: 정선민 5 |  |  |  | 득점: 이종애 20 리바운드: 양희연, 조혜진, 안자은 6 도움: 양정옥, 윤배정 2 |
| 신세계 시리즈 승리, 2-0                            |  |  |  |                                                                           |

## 수상

### 정규리그 시상

#### 통계에 의한 부문
| 부문       | 선수                       | 기록    |
| ---------- | -------------------------- | ------- |
| 득점상     | 정선민 (신세계 쿨캣)       | 29.60점 |
| 3점 야투상 | 김영옥 (현대 하이페리온)   | 47.22%  |
| 자유투상   | 정은순 (삼성생명 페라이온) | 88.24%  |
| 리바운드상 | 정선민 (신세계 쿨캣)       | 12.20개 |
| 어시스트상 | 김지윤 (국민은행)          | 4.40개  |
| 어시스트상 | 신원화 (신세계 쿨캣)       | 4.40개  |
| 스틸상     | 신원화 (신세계 쿨캣)       | 3.20개  |
| 블록상     | 이종애 (한빛은행 한새)     | 4.20개  |

#### 투표에 의한 부문
| 상             | 수상자                     |
| -------------- | -------------------------- |
| 정규리그 MVP   | 정선민 (신세계 쿨캣)       |
| 신인선수상     | 변연하 (삼성생명 페라이온) |
| 우수수비선수상 | 이종애 (한빛은행 한새)     |
| 식스우먼상     | 정윤숙 (현대 하이페리온)   |
| 모범선수상     | 박정은 (삼성생명 페라이온) |
| 지도상         | 이문규 (신세계 쿨캣)       |
| 우수선수상     | 이종애 (한빛은행 한새)     |